# Мамаев, Дмитрий Алексеевич
Дми́трий Алексе́евич Мама́ев (21 октября 1900, Ключи, Вятская губерния — 16 сентября 1984, Смоленск) — советский партийный деятель.

## Биография
Дмитрий Алексеевич Мамаев родился 21 октября 1900 года в деревне Ключи (ныне — Верхошижемский район Кировской области). В 1923 году он окончил Вятский институт народного хозяйства по специальности агронома, после чего работал в сельском хозяйстве в Кировской и Горьковской области.
С 1942 года — на партийной и советской работе. Был избран заместителем председателя Горьковского облисполкома. С 1944 года Мамаев занимал должность заместителя председателя Совета Министров Литовской ССР, а впоследствии — заведующего сельскохозяйственным отделом ЦК КП(б) Литвы, министра совхозов Литовской ССР, заместителя министра сельского хозяйства и заготовок Литовской ССР. Избирался депутатом Верховного Совета Литовской ССР[когда?]

.
В 1953 году Мамаев был направлен на работу в Смоленскую область. Избирался первым заместителем председателя Смоленского облисполкома, позднее возглавлял Смоленское областное управление совхозов, был первым заместителем начальника Смоленского областного управления сельского хозяйства. Избирался депутатом Смоленского облсовета и членом Смоленского обкома КПСС. Умер 16 сентября 1984 года, похоронен на Новом кладбище Смоленска.
Был награждён тремя орденами Трудового Красного Знамени и рядом медалей.